# 제22회 부산국제단편영화제
제22회 부산국제단편영화제는 2005년 5월 4일에 열린 시상식이다.

## 수상 및 후보

### 최우수작품상(국제경쟁)
- 토끼와 곰 - 김효정 수상

### 우수작품상(국제경쟁)
- 물결이 일다 - 신동석 수상

### 심사위원특별언급상(국제경쟁)
- 흡연모녀 - 유은정 수상
- 산책 - 최지영 수상

### 감독상(교보생명상)
- 핵분열가족 - 박수영 외 1명 수상

### 관객상(한국경쟁)
- 핵분열가족 - 박수영 외 1명 수상

### 촬영상(후지필름상)
- 가리베가스 - 김선민 수상

### 민송상
- 붉은 장난감 - 다니 로센버그 수상

### 순산상
- 빗나간 아메리칸 드림 - 엔리케 아로요 수상

### 동의상
- 오브라스 - 핸드릭 더솔리얼 수상